# Soltész Miklós (politikus)
Soltész Miklós (Budapest, 1963. július 23. –) magyar politikus, országgyűlési képviselő, a Miniszterelnökség egyházi és nemzetiségi kapcsolatokért felelős államtitkára.

## Iskolák
A budapesti Piarista Gimnáziumban érettségizett, 1988-ban az Ybl Miklós Építőipari Műszaki Főiskolán városgazdász üzemmérnöki diplomát szerzett.

## Munkahelyei
1994-2000: a Wastl Kft. kereskedelmi vezetője. 1994-től a Cisztás Fibrózisban Szenvedő Betegek Országos Egyesületének főtitkára. 1996-1998 között mérnöki munkája mellett az V. kerület alpolgármesterének személyi titkára, 2000-2002-ig a Közlekedési és Vízügyi Minisztérium miniszteri kabinetfőnöke. 2002-2005-ig Budajenő polgármestere. 2010-2014-ig a Nemzeti Erőforrás Minisztérium, majd Emberi Erőforrások Minisztériuma szociális és családügyekért felelős államtitkára, 2014-től az Emberi Erőforrások Minisztériuma egyházi, nemzetiségi és civil társadalmi kapcsolatokért felelős államtitkára. 2018-tól a Miniszterelnökség egyházi és nemzetiségi kapcsolatokért felelős államtitkára.

## Közéleti megbízatások
1997-ben a Magyar Kereszténydemokrata Szövetség budapesti alelnökévé, majd 2000-ben országos ügyvezető titkárává választották. 1998-tól a Fővárosi Közgyűlés Fidesz-MKDSZ-MDF képviselőcsoportjának tagja, Budajenő önkormányzati képviselője. A 2002. évi országgyűlési választáson a Fidesz-MDF közös országos listáról szerezte mandátumát. Budajenő polgármestere lett 2002-ben, e tisztségéről egy lakópark-építési vita kapcsán 2005-ben lemondott. A 2006. évi országgyűlési választáson Pest megyei területi listán szerzett mandátumot. 2006-tól az ifjúsági, szociális és családügyi bizottság alelnöke, a Fidesz-KDNP frakciószövetség Népjóléti Kabinetjének vezetője.  A 2010., 2014 és 2018. évi országgyűlési választásokon a FIDESZ-KDNP listájáról jutott az Országgyűlésbe. 
A Kereszténydemokrata Néppárt alelnöke.

## Családja
Feleségével, négy gyermekével Budajenőn élnek.